# 延岡市立北方中学校
延岡市立北方中学校（のべおかしりつ きたかたちゅうがっこう）は、宮崎県延岡市北方町川水流（かわずる）卯にあった公立の中学校。
2014年（平成26年）3月末をもって閉校し、小中一貫校「延岡市立北方学園」へ統合された。

## 概要
歴史
1947年（昭和22年）の学制改革により、新制中学校「北方村立北方中学校」として創立。1970年（昭和45年）に「北方町立」となった後、北方町内の中学校3校（城・美々地・三椪）を統合。2012年（平成24年）には創立65周年を迎えた。
2014年（平成26年）3月末をもって閉校し、67年の歴史に幕を下ろした。同年4月、延岡市旧・北方町域の小学校4校（北方・城・美々地・三椪）および中学校1校（北方）の統合により、旧・北方中学校校地に小中一貫校「延岡市立北方学園」が創立した。
校訓
「たくましい身体、豊かな心、すぐれた知性」
校章
中央に校名の「北方中」の文字（縦書き）を配している。
校歌
新校歌 - 1972年（昭和48年）制定。作詞は日高宰、作曲は橋本陸生による。歌詞は3番まであり、各番に校名の「北方」が登場する。
旧校歌 - 作詞は小嶋政一郎、作曲は窪宮和夫による。歌詞は2番まであり、両番に校名の「北方」が登場する。
通学区域
延岡市北方町全域。小学校区は以下の通りであった。
- 延岡市立北方小学校区
- 延岡市立城小学校区
- 延岡市立美々地小学校区
- 延岡市立三椪小学校区

## 沿革
北方中学校
- 1947年（昭和22年）
  - 4月30日 - 新制中学校「北方村立北方中学校」の設置が認可される。初代校長は白田与三郎。
  - 5月8日 - 学制改革（六・三制の実施）により、新制中学校「北方村立北方中学校」が開校。三椪分校を北方村立三椪小学校に併設。
- 1956年（昭和31年）4月1日 - 三椪分校が分離の上、「北方村立三椪中学校」として独立。
- 1967年（昭和42年）- 槙峰銅山の閉山により、生徒数が激減する。
- 1970年（昭和45年）11月3日 - 北方村の町制施行により、「北方町立北方中学校」に改称。
- 1972年（昭和47年）4月1日 - 北方町内の中学校3校（城・美々地・三椪）を統合。
  - 北方小学校区以外の生徒はスクールバスで通学することとなる。
- 1973年（昭和48年）12月 - 新校歌を制定。
- 2006年（平成18年）2月20日 - 延岡市への編入に伴い、「延岡市立北方中学校」（最終名）に改称。
- 2014年（平成26年）
  - 2月22日 - 北方町内の小中学校で合同閉校式典を行う。
  - 3月16日 - 閉校記念式典を挙行。閉校記念の碑を建立。
  - 3月31日 - 閉校。校舎および校地、校歌は新設の「延岡市立北方学園」に継承された。校舎は改築、校歌は歌詞が一部改訂された。

旧・城中学校（じょう）
- 1947年（昭和22年）5月12日 - 北方村立城小学校に「北方村立美々地中学校 城分校」が併設される。
- 1948年（昭和23年）8月 - 木造新校舎が完成。
- 1953年（昭和28年）7月 - 運動場を拡張。
- 1956年（昭和31年）4月1日 - 北方村立美々地中学校から分離の上、「北方村立城中学校」として独立。
- 1959年（昭和34年）1月 - 木造新校舎（3教室）が完成。
- 1962年（昭和37年）4月 - 小中学校での校長兼任を解く。
- 1967年（昭和42年）9月 - 技術科教室が完成。
- 1969年（昭和44年）3月 - 校歌を制定。
- 1970年（昭和45年）11月3日 - 「北方町立城中学校」（最終名）に改称。
- 1972年（昭和47年）3月31日 - 北方町立北方中学校への統合により閉校。25年（独立16年）の歴史に幕を下ろした。
  - 最終所在地 - 宮崎県東臼杵郡北方町巳1662番地
  - 校歌 - 1969年（昭和44年）制定。作詞は高森文夫、作曲は有馬俊一による。歌詞は4番まであり、各番に校名の「城中」が登場する。

旧・美々地中学校（みみち）
- 1947年（昭和22年）5月12日 - 北方村立美々地小学校に、新制中学校「北方村立美々地中学校」が併設される。城分校および鹿川分校を設置。
- 1948年（昭和23年）4月 - 第一校舎と北校舎が完成。
- 1949年（昭和24年）6月 - 鹿川分校を廃止。
- 1950年（昭和25年）12月 - 西校舎（3教室）を増築。
- 1952年（昭和27年）11月 - 理科室が完成。
- 1956年（昭和31年）4月1日 - 城分校が分離の上、「北方村立城中学校」として独立。
- 1957年（昭和32年）4月 - ミルク給食を開始。
- 1968年（昭和43年）12月 - 完全給食を開始。
- 1970年（昭和45年）11月3日 - 「北方町立美々地中学校」（最終名）に改称。
- 1972年（昭和47年）3月31日 - 北方町立北方中学校への統合により閉校。25年の歴史に幕を下ろした。
  - 最終所在地 - 宮崎県東臼杵郡北方町未563番地
  - 校歌 - 作詞は小嶋政一郎、作曲は佐伯常子による。歌詞は3番まであり、1番と3番に校名の「美々地」が登場する。

旧・三椪中学校（みはえ）
- 1947年（昭和22年）5月8日 - 北方村立三椪小学校に、新制中学校「北方村立北方中学校 三椪分校」が併設される。
- 1949年（昭和24年）2月 - 新校舎が完成。
- 1955年（昭和30年）3月 - 最終所在地に移転を完了。
- 1956年（昭和31年）4月1日 - 北方村立北方中学校から分離の上、「北方村立三椪中学校」として独立。
- 1958年（昭和33年）2月 - 運動場が完成。
- 1963年（昭和38年）1月 - 鉄骨造2階建ての特別教室が完成。
- 1964年（昭和39年）8月 - 校地を拡張。
- 1968年（昭和43年）12月 - 完全給食を開始。
- 1970年（昭和45年）
  - 3月 - 図書室・保健室が完成。
  - 11月3日 - 「北方町立三椪中学校」（最終名）に改称。
- 1972年（昭和47年）3月31日 - 北方町立北方中学校への統合により閉校。25年（独立16年）の歴史に幕を下ろした。
  - 最終所在地 - 宮崎県東臼杵郡北方町戌453番地
  - 校歌 - 作詞は山積保、作曲は田島暉朗による。歌詞は3番まであり、各番に校名の「三椪中」が登場する。

## 部活動
- バレーボール部（女）
- バスケットボール部（男）
- 野球部
- ソフトテニス部（女）
- 吹奏楽部

## 交通
最寄りのバス停留所
- 宮崎交通バス 「川水流駅」前下車 1.8km

最寄りの幹線道路
- 国道216号（神話街道）

最寄りの鉄道駅
- かつて高千穂鉄道 高千穂線の「川水流駅」があったが、2007年（平成19年）9月に廃止された。

## 周辺
- 旧・延岡市立北方小学校（現・延岡市教育委員会北方分室）
- 延岡市役所 北方総合支所
- 延岡市立図書館・北方分館
- 延岡警察署 北方警察官駐在所
- 五ヶ瀬川
- 川水流神社

## 参考資料
- 「北方町史」（1972年（昭和47年）6月発行, 北方町役場）p.241～244（旧・北方中学校）, p.244～p.248（旧・城中学校）, p.249～p.251（旧・美々地中学校）, p.251～p.256（旧・三椪中学校）